# 타마울리파스주

타마울리파스 주

타마울리파스주(스페인어: Tamaulipas)는 멕시코 북동부에 위치한 주이다. 주도는 시우다드빅토리아이며 면적은 80,249km2, 인구는 3,374,200명(2012년 기준), 인구 밀도는 42명/km2이다. 1824년 2월 7일에 신설되었으며 43개 지방 자치체를 관할한다. 남동쪽으로는 베라크루스주, 남서쪽으로는 산루이스포토시주, 서쪽으로는 누에보레온주, 북쪽으로는 미국 텍사스주와 접한다.

주기
주 문장

## 인구
| 연도 | 인구      | ±%     |
| ---- | --------- | ------ |
| 1895 | 209,106   | —      |
| 1900 | 218,948   | +4.7%  |
| 1910 | 249,641   | +14.0% |
| 1921 | 286,904   | +14.9% |
| 1930 | 344,039   | +19.9% |
| 1940 | 458,832   | +33.4% |
| 1950 | 718,167   | +56.5% |
| 1960 | 1,024,182 | +42.6% |
| 1970 | 1,456,858 | +42.2% |
| 1980 | 1,924,484 | +32.1% |
| 1990 | 2,249,581 | +16.9% |
| 1995 | 2,527,328 | +12.3% |
| 2000 | 2,753,222 | +8.9%  |
| 2005 | 3,024,238 | +9.8%  |
| 2010 | 3,268,554 | +8.1%  |
| 2015 | 3,441,698 | +5.3%  |
| 2020 | 3,527,735 | +2.5%  |